# Papir 119
El Papir 119 (amb la numeració Gregory-Aland), designat per {\displaystyle {\mathfrak {P}}} 119, és una còpia primerenca d'una petita part del Nou Testament en grec que es troba entre els Papirs d'Oxirrinc. És un manuscrit de l'evangeli de Joan.

## Textos supervivents
Els textos de Joan que han sobreviscut, i que es troben en un estat fragmentari, són els versos 1: 21-28,38-44.

## Assignació
Els estudis paleogràfics l'han assignat a principis del segle iii (INTF).

## Característiques
El text està escrit a una columna i amb 16 línies per pàgina. S'han reconstruït 40 línies.
El manuscrit es conserva a les Sales de Papirologia de l'Ashmolean Museum d'Oxford amb el número de prestatgeria P. Oxy. 4803.